# Cantone di Mouthoumet
Il Cantone di Mouthoumet era una divisione amministrativa dell'arrondissement di Carcassonne.
A seguito della riforma approvata con decreto del 21 febbraio 2014, che ha avuto attuazione dopo le elezioni dipartimentali del 2015, è stato soppresso.

## Composizione
Comprendeva i comuni di:
- Albières
- Auriac
- Bouisse
- Davejean
- Dernacueillette
- Félines-Termenès
- Lairière
- Lanet
- Laroque-de-Fa
- Massac
- Mouthoumet
- Montjoi
- Palairac
- Salza
- Soulatgé
- Termes
- Vignevieille
- Villerouge-Termenès